# Neothyonidium minutum
Neothyonidium minutum is een zeekomkommer uit de familie Phyllophoridae.
De wetenschappelijke naam van de soort werd in 1915 gepubliceerd door H. Ohshima.